# Toledo Crush
Die Toledo Crush (englisch Toledo Gedränge) waren ein in Toledo im Bundesstaat Ohio beheimatetes Arena-Football-Damen-Team. Sie spielten in der Eastern Conference der Legends Football League (LFL).

## Geschichte
Der Verein wurde 2011 als Cleveland Crush gegründet. Sie wurden bei der Ligaerweiterung zur Saison 2011/2012 als Expansion Team aufgenommen. Am 23. September 2011 spielten sie ihr erstes Spiel. Im Dezember 2013 wurde bekannt gegeben, dass die Mannschaft nach Toledo umziehen werde und das Team in Toledo Crush umbenannt werde. Im Januar 2015 gab die LFL bekannt, dass die Toledo Crush ihren Spielbetrieb eingestellt haben. 2017 sollen die Crushs jedoch in einer anderen Stadt in Ohio zurückkehren.

## Resultate
| Saison    | Siege | Niederlagen | Unentschieden | Platzierung              | Play-off-Ergebnis |
| --------- | ----- | ----------- | ------------- | ------------------------ | ----------------- |
| 2011/2012 | 0     | 4           | 0             | 5. Eastern Conference    |                   |
| 2013      | 1     | 3           | 0             | 3. Northeastern Division |                   |
| 2014      | 0     | 3           | 1             | 5. Eastern Conference    |                   |